# Novaeglaucytes albocincta
Novaeglaucytes albocincta là một loài bọ cánh cứng trong họ Cerambycidae.